# NGC 1468
NGC 1468 ist eine elliptische Galaxie vom Hubble-Typ E/S0 im Sternbild Eridanus am Südsternhimmel. Sie ist schätzungsweise 439 Millionen Lichtjahre von der Milchstraße entfernt und hat einen Durchmesser von etwa 155.000 Lichtjahren. 
Das Objekt wurde am 19. Dezember 1881 von Édouard Stephan entdeckt.